# Aardbeving van Verona in 1117

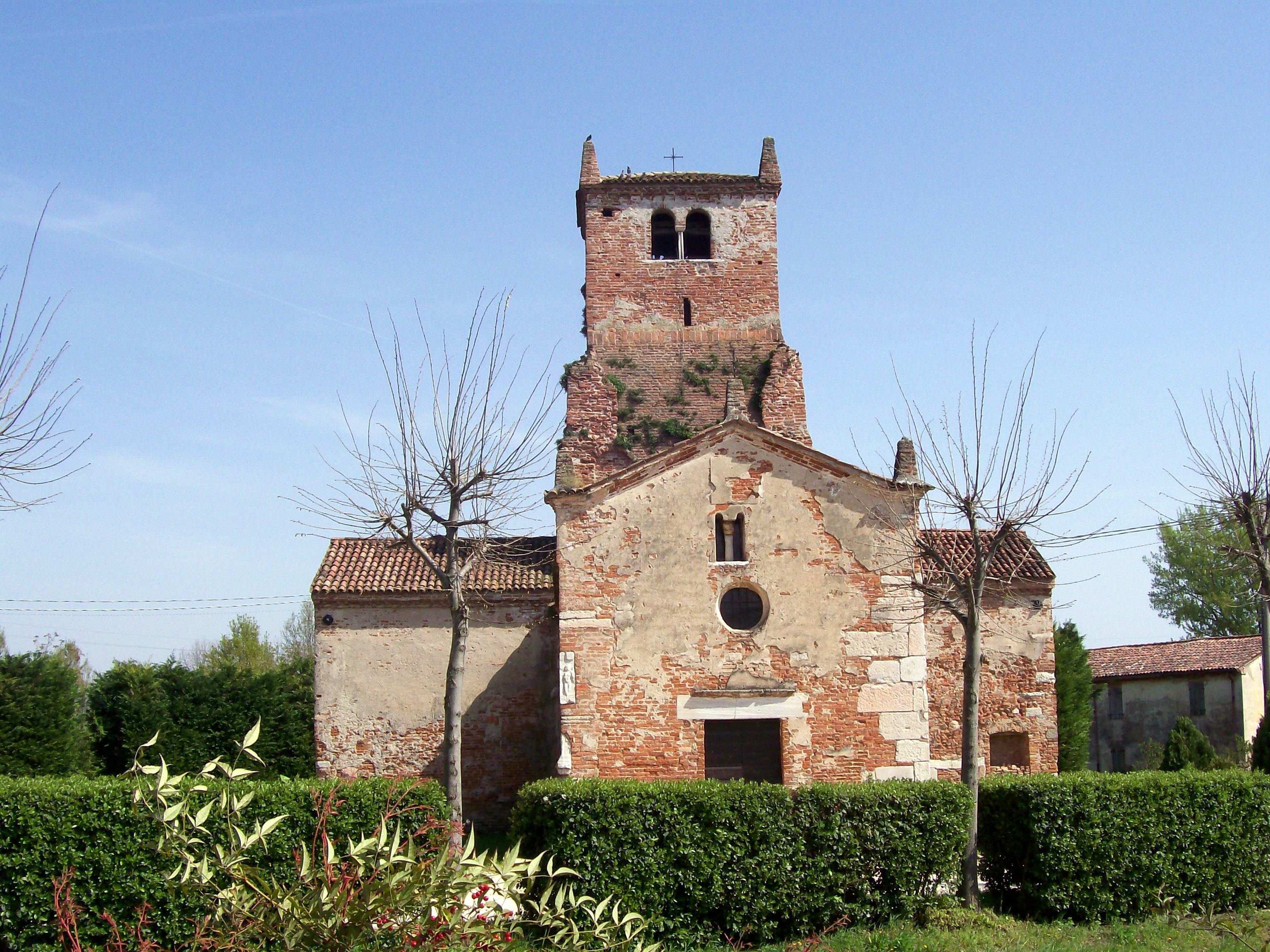
Kerk San Pietro in Monastero, in Gazzo Veronese nabij Verona. De toren is heropgebouwd na de aardbeving van 1117. Een van de littekens van deze aardbeving.

De aardbeving genoemd van Verona, in Noord-Italië, vond plaats in de namiddag van 3 januari 1117. Het was een van de zwaarste aardbevingen in het middeleeuwse Europa. Meer dan zeventig kroniekschrijvers over heel Europa vermeldden ze. Het gaat om zestig kloosterannalen en twaalf stadskronieken. 
Het kostte aan onderzoekers in de 20e eeuw jaren aan onderzoek om vast te stellen dat het eigenlijk om drie aardbevingen ging op 24 uur tijd op 2 en 3 januari 1117. Hiervoor baseerden ze zich op tientallen beschrijvingen van die tijd in termen van ernst van de schade, tijdstip van de dag en afstand tot de geschatte plaats van epicentrum.

## Eerste aardbeving
De eerste aardbeving vond plaats in de nacht van 2 op 3 januari 1117. Beieren werd getroffen. Het epicentrum lag ten noorden van het Meer van Konstanz. Er was schade aan kerkgebouwen in Meersburg, Konstanz, Bamberg alsook in Brauweiler. Een kroniekschrijver in het prinsbisdom Luik schreef dat hij het ook gevoeld had.

## Tweede aardbeving
Deze aardbeving vond plaats zowat twaalf uur na de eerste plaats en trof Noord-Italië, van Milaan tot Venetië. Dit was de aardbeving die Verona zo zwaar trof. De intensiteit werd ingeschaald als IX of 'vernielend' op de Schaal van Mercalli. Het epicentrum bevond zich ten zuidoosten van Verona langsheen de rivier Adige tussen Verona en Legnago. Kerktorens sloegen om, daken van kastelen en villa’s vielen in, bomen werden ontworteld en de aarde scheurde op enkele plaatsen open. Het water in de Po werd opgetild volgens getuigen, “zo hoog als een boog” en plofte onder luid geraas terug in haar bedding. De stroming in de Adige, de rivier die door Verona stroomt, werd geblokkeerd door puin.
Naar inschatting vonden dertigduizend bewoners de dood in Noord-Italië, en vooral in de streek van Verona. In Verona stortte een deel van de Romeinse Arena in, alsook de pas afgewerkte kathedraal en de basiliek San Zeno. Voor kroniekschrijvers van die tijd was de aardbeving een straf van God. De burggraaf van Verona, Rudolf van Verona, deed boete en beloofde minder hebzuchtig te zijn. De schade in Verona was dermate groot dat de naam van de aardbeving de 'aardbeving van Verona' was.

## Derde aardbeving
Het kostte onderzoekers enige moeite om vast te stellen dat er een derde aardbeving plaats vond op 3 januari 1117. Het trof het noordwesten van Toscane. Het epicentrum valt niet exact te lokaliseren.